# Zaza (film, 1915)
Pour les articles homonymes, voir Zaza.
Pour plus de détails, voir Fiche technique et Distribution.

Zaza est un film américain muet réalisé par Edwin Stanton Porter et Hugh Ford, sorti en 1915.

## Synopsis
Zaza, chanteuse et danseuse vedette de revue dans un music-hall parisien, réussit à captiver l’attention d’un client bourgeois de passage à Paris.
Bernard Dufresnes, industriel Lyonnais séduit par la belle Zaza, l’emmène avec lui et l'installe dans un luxueux appartement de la capitale et une grande histoire d’amour naît. Habitant la région Lyonnaise, Bernard refuse que sa bien-aimée l’accompagne, la délaissant pendant son absence. Un prétendant jaloux informe Zaza que Bernard a une liaison en province.

## Fiche technique
- Titre : Zaza
- Titre original : Zaza
- Réalisation : Edwin Stanton Porter et Hugh Ford
- Scénario : Edwin Stanton Porter, d'après la pièce de théâtre écrite en 1898 par Pierre Berton et Charles Simon, adaptée par David Belasco
- Producteur(s) : Adolph Zukor et Charles Frohman
- Société de distribution : Paramount Pictures
- Pays de production :  États-Unis
- Langue originale : anglais américain
- Format : Noir et blanc — film muet
- Genre : mélodrame
- Durée : 52 minutes
- Date de sortie : 21 janvier 1915

## Distribution
- Pauline Frederick : Zaza
- Julian L'Estrange (en) : Bernard Dufresnes
- Ruth Cummings (en) (Ruth Sinclair) : Madame Dufresnes
- Charles Butler (1846–1920) : le duc de Brissac
- Walter Craven : Dubois
- Madge Evans : une enfant
- Blanche Fisher : Louise
- Helen Sinnott : Nathalie
- Maud Granger (en) : Rosa
- Mark Smith : Cascart

## Commentaire
Histoire connue et jouée au théâtre dès 1898 en France et 1899 à New-York, ce film retrace exactement l'histoire jouée sur les planches new-yorkaises. Plusieurs films adaptés et réalisés :
- Zaza (1915)
- en 1923 avec Gloria Swanson
- en 1939 avec Claudette Colbert
- en 1944 avec Isa Miranda
- en 1956 avec Lilo